# Гастон Жиран
Гастон Жиран (фр. Gaston Giran, 12 лютого 1892 — ) — французький академічний веслувальник.
Бронзовий призер Олімпійських Ігор 1920 року в складі парної двійки.
Чемпіон Європи 1920 року в складі парної двійки.